# Parafia św. Tekli w Ciechanowie
Parafia pw. św. Tekli w Ciechanowie – parafia należąca do dekanatu ciechanowskiego wschodniego, diecezji płockiej, metropolii warszawskiej. Jedna z 7 parafii w mieście. Posiada zabytkowy, gotycki kościół. Został on wzniesiony w XVI wieku.

## Miejsca święte

### Kościół parafialny
Zasugerowano, aby ta sekcja została przeniesiona do artykułu Kościół Nawiedzenia Najświętszej Maryi Panny w Ciechanowie. (dyskusja)

#### Historia
Kościół został według błędnej tradycji zbudowany w 1353 roku. Jego pierwszym patronem był św. Marcin. Został wzniesiony w I ćw. XVI wieku jako trzynawowa bazylika. Z lat 1511, 1513, 1515 pochodzą pierwsze wzmianki o budowie murowanego kościoła.
Przy budowie czynny udział brał murator Maciej (podpis i gmerk na cegle), zapewne tożsamy z Maciejem Baranem, mistrzem murarskim z Ciechanowa, wzmiankowanym w 1522 roku. Kościół został uszkodzony w czasie wojen szwedzkich ok. poł. w. XVII (zapewne wówczas rozebrane nawy boczne). Odnowiony w 3 ćw. w. XIX staraniem ks. Sumowskiego. Polichromia została wykonana według projektu Władysława Drapiewskiego po 1920. Był restaurowany po drugiej wojnie światowej (wówczas został przemurowany szczyt zachodni).

#### Architektura
Jest to kościół gotycki, orientowany. Wymurowany z cegły o układzie gotyckim, z użyciem zendrówki układanej we wzór rombowy oraz kamieni polnych w podmurówce. W elewacjach znajdują się otwory maculcowe. Jest opięty uskokowymi szkarpami.

##### Budowla
Budowla jest jednonawowa z prezbiterium nieco węższym, równej wysokości z nawą, zamkniętym ścianą prostą. Przy prezbiterium od pn. prostokątna dobudówka mieszcząca zakrystię i skarbczyk; przy nawie od zach. niewielka kruchta wbudowana między szkarpy.

##### Wnętrze
Wnętrze nakryte stropem. W zakrystii sklepienie gwiaździste o profilowanych żebrach z kolistymi zwornikami; w skarbczyku ośmiopolowe, z żebrami o prostokątnym przekroju. Arkada tęczy zamknięta łukiem ostrym, sfazowana od strony nawy. Z prezbiterium do zakrystii wejście zamknięte ostrołukowo w takiejże dwułucznej wnęce w obramieniu z wałka; z zakrystii do skarbczyka portal zamknięty półkoliście w obramieniu z wałka.

##### Chór
Chór muzyczny drewniany wsparty na dwóch filarach 2 poł. w. XIX. Zewnątrz w elewacjach bocznych nawy (z wyjątkiem przęsła zach. od pn.) ślady zamurowanych arkad ostrołukowych; w pd. i wsch. ścianie prezbiterium ślady takichże dużych okien. W dolnej części zamurowanego okna wsch. pas ornamentalny z cegieł ustawionych kątowo. W dolnej strefie ściany na osi data 1353 (błędna, wyryta w. XIX); z lewej napis w. XVI: Mathias Wirobidus, gmerk oraz nieczytelna data. Obecne otwory okienne przebite w górnej strefie ścian, prostokątne w tynkowanych opaskach.

##### Elewacja
W elewacji zach. między szkarpami niska kruchta z wejściem ostrołukowym, wyżej ślad zamurowanego okna ostrołukowego, nad nim odcinek fryzu z cegieł ustawionych skośnie; po bokach odcinki pasa tynkowanego. Szczyt fasady trójkątny, przemurowany. Gzyms podokapowy od pd. i pn. profilowany, otynkowany. Prezbiterium obiega wgłębny pas tynkowany przecięty oknami.

##### Prezbiterium
Szczyt prezbiterium rozczłonkowany kątowymi filarkami, (przechodzącymi pierwotnie w sterczyny), pomiędzy którymi cztery kondygnacje podwójnych, tynkowanych blend ostrołukowych. W dobudówce pn. od zach. wnęka zamknięta koszowo, w której nowsze okno. Dach dwuspadowy, kryty dachówką; wieżyczka na sygnaturkę o formach barokowych, ośmioboczna, obita blachą, zwieńczona ażurową latarnią z hełmem. Nad przybudówką oraz kruchtą zach. dachy pulpitowe, kryte blachą

##### Wnętrze
Ołtarz główny późnobarokowy 1 poł. w. XVIII, z rzeźbami aniołów klęczących na odcinkach gzymsów oraz skrzynkowymi relikwiarzami ustawionymi na wolutach w uszakach; w zwieńczeniu obraz Matki Boskiej z Dzieciątkiem 1 poł. w. XVIII; tabernakulum z czasu ołtarza (obecnie na chórze). Ambona barokowa 1. poł. w. XVIII. Kropielniczka w. XVIII puklowana, z marmuru.

##### Stalle
Stalle zapewne w. XVII, odnowione w. XX. Ławki w. XVIII. Prospekt organowy w stylu regencji 2 ćw. w. XVIII. Dwa relikwiarze rokokowe drewniane kartuszowe św. Krescencjusza oraz Wiktora 3 ćw. w. XVIII. Krucyfiksy: 1. gotycki pocz. w. XVI; 2. z w. XVII. Sześć lichtarzy cynowych w. XVIII.